# Cerbăl
Cerbăl es una comuna ubicada en el distrito de Hunedoara, Rumania.

## Superficie
Cuenta con una superficie de 128,6 kilómetros cuadrados.

## Demografía
Hasta 2021 la población era de 403 habitantes, con una densidad de población de 3,133 habitantes por kilómetro cuadrado.